# Snebørnenes juletime
Snebørnenes juletime (originaltitel Snøbarnas juletime, Joulun tähtitarinoita, Jólastund snjóbarnanna, Snöbarnens julsagor) er en antologi af kortfilm af Qvisten Animation, der første gang blev vist på de nordiske tv-kanaler Yle, DR, NRK og RÚV i julen 2022.

## Danske stemmer
- Frigg - Anna Frederikke Heerulff
- Mumi - Mathias Sprogøe Fletting
- Hemulen, Søren - Lars Ranthe
- Mumifar - Caspar Phillipson
- Mumimor - Laura Bro
- Snorkfrøken, Mor - Katrine Greis-Rosenthal
- Salome - Sofie Topp-Duus
- Filifjonk, Ludvig - Lasse Lunderskov
- Frøfar, Skolepsykolog, Gammel mand - Rasmus Botoft
- Frømor - Kirsten Lehfeldt
- Myry - Oscar Bang Mikkelsen
- Julemanden - Lars Le Duos